# (34576) 2000 SA329
2000 SA329 (asteroide 34576) é um asteroide da cintura principal. Possui uma excentricidade de 0.08623750 e uma inclinação de 7.03117º.
Este asteroide foi descoberto no dia 27 de setembro de 2000 por LINEAR em Socorro.